# Канем (регіон)
Канем (фр. Kanem, араб. منطقة كانم) — адміністративний регіон в Республіці Чад. Назва походить від історичної області Канем, яка входила в Середньовіччя до складу держави Канем-Борну.
- Адміністративний центр - місто Мао.
- Площа -  75 000 км², населення - 354 603 чоловік (2009 рік).

## Географія
Регіон Канем розташований на заході Чаду. На півночі межує з регіоном Борку, на сході з регіоном Бахр-ель-Газаль, на півдні з регіоном Лак, на заході з Нігером. Через Канем проходить стратегічна Транссахарська магістраль Нджамена - Бардаї (в Тібесті).

## Етнографія
Регіон Канемо населяють народи: тубу (48% від загального числа жителів), канембу (40,5%) і чадські араби (5%).

## Адміністративний поділ
Регіон ділиться на три департаменти - Канем, головне місто - Мао, Північний Канем і Ваді-Бісам.